# Rõude jõgi
Rõude jõgi är ett vattendrag i landskapet Läänemaa i västra Estland. Den mynnar i Matsalviken vid Matsalu nationalpark mellan Rannamõisa jõgi och Kasari jõgis åmynningar. Den är 9 km lång.
Inlandsklimat råder i trakten. Årsmedeltemperaturen i trakten är 3 °C. Den varmaste månaden är juli, då medeltemperaturen är 16 °C, och den kallaste är januari, med −12 °C.